# Kanekonia
Kanekonia is een geslacht van straalvinnige vissen uit de familie van fluweelvissen (Aploactinidae).

## Soorten
- Kanekonia florida Tanaka, 1915
- Kanekonia pelta Poss, 1982
- Kanekonia queenslandica Whitley, 1952